# Johnny Klimek

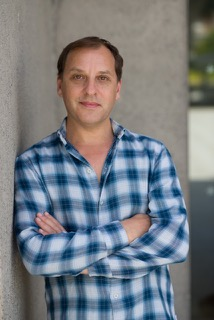
Johnny Klimek (2021)

Johnny Klimek (* 18. August 1962 in Melbourne, Victoria) ist ein australischer Filmkomponist, Musikproduzent und Musiker.

## Leben
Die Mutter Luisa Cester war eine Tochter der Eheleute Eugenia und Ernesto Cester und wurde am 29. Januar 1919 in Pasiano di Pordenone geboren. Mitte 1940 reiste sie von Oberitalien nach Australien aus. Nach Kriegsende heiratete sie Alfons Klimek und gebar acht Kinder. Ihre jüngere Schwester Fanny Cester (1921–1988) war eine Opernsängerin und heiratete 1940 den Radrennfahrer Nino Borsari (1911–1996). Die Musiker Nic (* 1979) und sein Bruder Chris Cester (* 1981), Begründer der Rockband Jet, sind die Söhne des John Cesters (1959–1996) und mit den Geschwistern Klimek verwandt.
Nachdem Johnny Klimek 1983 von Australien nach Berlin gekommen war, gründete er hier zusammen mit seiner Zwillingsschwester Jayney und seinem Bruder Alf die Band The Other Ones.
Anfang und Mitte der 1990er Jahre war Johnny Klimek in der Berliner Trance/Ambient-Techno-Szene sehr aktiv. Zusammen mit Paul Browse (Ex-Clock DVA) realisierte er auf dem von Mark Reeder gegründeten Berliner Label MFS die Projekte Effective Force, 030 und System 01. Es folgte eine Kooperation mit Dr. Motte. Weiterhin koproduzierte Klimek in dieser Zeit auch Stücke von Paul van Dyk und Gudrun Gut (Malaria! und Ocean Club).
1996 war er als Bass-Spieler zusammen mit der Band von Nina Hagen auf Tournee.
Danach arbeitete Klimek oft mit dem Komponisten Reinhold Heil zusammen. Ihre Zusammenarbeit begann 1997 mit dem Film Winterschläfer. Gemeinsam sind sie für die Filmmusik fast aller Filme von Tom Tykwer verantwortlich.
Die Titelmusik der Fernsehserie Without a Trace – Spurlos verschwunden stammt von Johnny Klimek. Außerdem komponierte er für 31 Episoden der Serie Deadwood die Musik.

## Diskografie (Auswahl)
- 1993: Effective Force – Illuminate The Planet
- 1993: 030 – Ki
- 1994: System 01 – Drugs Work
- 1996: Effective Force – Back And To The Left
- 2001: Johnny Klimek – Sound Of Klimax

## Filmografie (Auswahl)
- 1997: Winterschläfer
- 1998: Lola rennt
- 1999: Schlaraffenland
- 2000: Harte Jungs
- 2000: Der Krieger und die Kaiserin
- 2000: LiebesLuder
- 2001: Tangled
- 2002: One Hour Photo
- 2002: Big Shot – Wie das Leben so spielt (Big Shot: Confessions of a Campus Bookie, Fernsehfilm)
- 2002: Bang, Bang, Du bist tot (Bang, Bang, You’re Dead)
- 2002–2009: Without a Trace – Spurlos verschwunden (Without a Trace, Fernsehserie, Titelthema)
- 2003: Gegen den Strom – Swimming Upstream (Swimming Upstream)
- 2004: Alice Paul – Der Weg ins Licht (Iron Jawed Angels)
- 2004–2006: Deadwood (Fernsehserie, 31 Episoden)
- 2005: Deck Dogz
- 2005: Sophie Scholl – Die letzten Tage
- 2005: Land of the Dead
- 2005: The Cave
- 2006: Das Parfum – Die Geschichte eines Mörders
- 2007: Blood and Chocolate
- 2007: John from Cincinnati (Miniserie, 10 Episoden)
- 2007: Anamorph – Die Kunst zu töten (Anamorph)
- 2008: Ein tödlicher Anruf (One Missed Call)
- 2008: Blackout
- 2008: Die Robert und Andrew Kissel Story (The Two Mr. Kissels)
- 2009: The International
- 2010: Bis aufs Blut – Brüder auf Bewährung
- 2010: Teufelskicker
- 2010: Happiness Runs – Die verlorene Generation (Happiness Runs)
- 2010: Tomorrow, When the War Began
- 2010: Drei
- 2011: Killer Elite
- 2012: Awake (Fernsehserie, 12 Episoden)
- 2012: Cloud Atlas
- 2012: Open Heart (Dokumentar-Kurzfilm)
- 2013: Wolf Creek 2
- 2013: The Newsroom (Fernsehserie, 9 Episoden)
- 2014: I, Frankenstein
- 2014: Kill Me Three Times – Man stirbt nur dreimal (Kill Me Three Times)
- 2014: Mind Games (Fernsehserie, 10 Episoden)
- 2015–2018: Sense8 (Fernsehserie, 24 Episoden)
- 2016: Ein Hologramm für den König (A Hologram for the King)
- 2016: The Darkness
- 2017: Jungle
- 2017: Dieses bescheuerte Herz
- 2017–2022: Babylon Berlin (Fernsehserie, 38 Episoden)
- 2018: Breaking In
- 2019: Deadwood: The Movie (Fernsehfilm)
- 2019: Jett (Fernsehserie, 9 Episoden)
- 2020: Messiah (Fernsehserie, 10 Episoden)
- 2021: Matrix Resurrections
- 2022–2024: Kleo (Fernsehserie, 14 Episoden)
- 2023: Wochenendrebellen
- 2024: Boy Swallows Universe (Fernsehserie, 7 Episoden)
- 2024: Territory (Fernsehserie, 6 Episoden)
- 2025: Das Licht

## Auszeichnungen

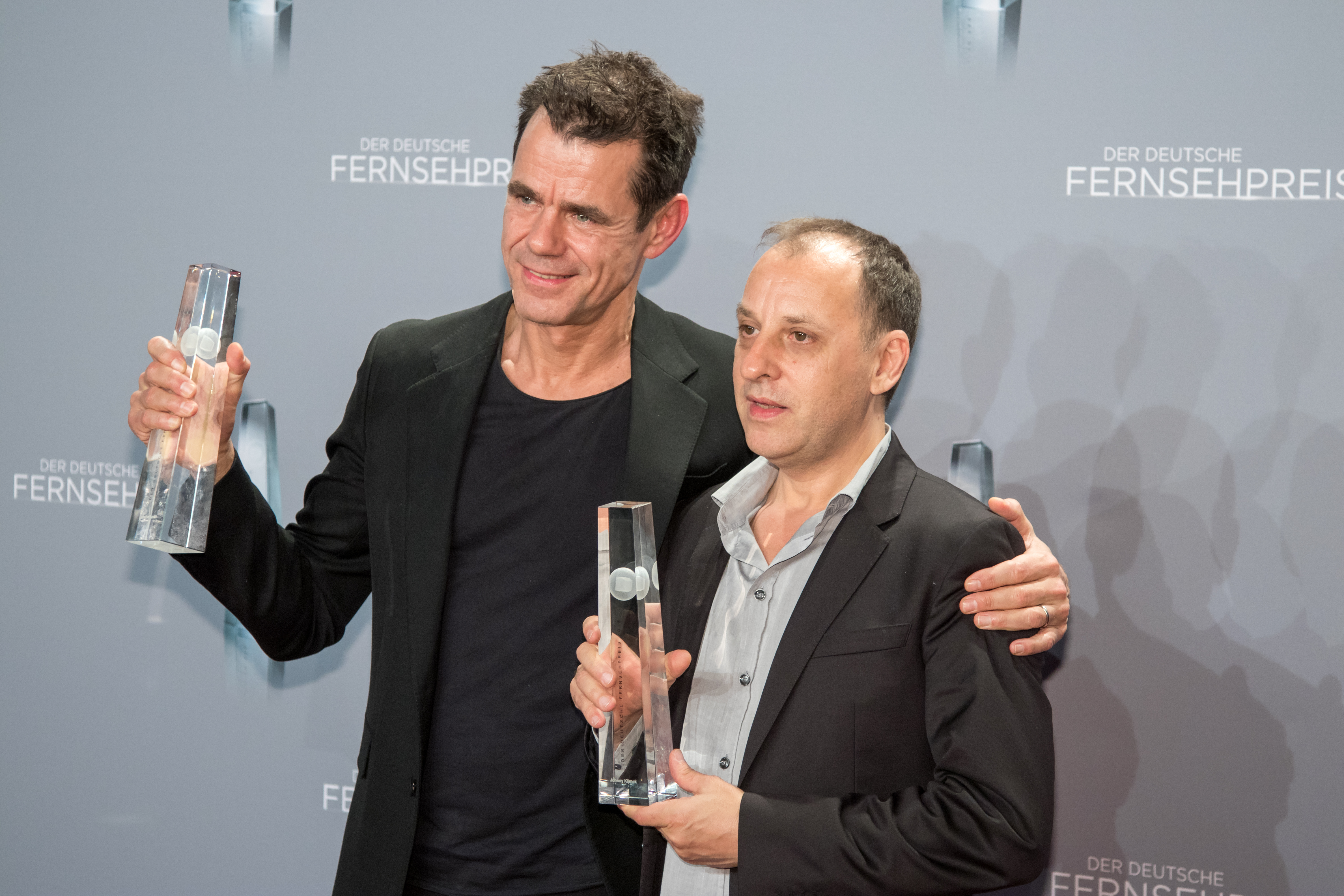
Johnny Klimek (rechts) mit Tom Tykwer und dem Deutschen Fernsehpreis 2018 für Babylon Berlin

- 2003–2006: ASCAP Award für die Musik zur Fernsehserie Without a Trace – Spurlos verschwunden (gemeinsam mit Reinhold Heil)
- 2010: Inside Film Awards für die Filmmusik zu Tomorrow, When the War Began (gemeinsam mit Reinhold Heil)
- 2018: Deutscher Fernsehpreis 2018 in der Kategorie „Beste Musik“ zu Babylon Berlin (gemeinsam mit Tom Tykwer)[3]
- 2018: Deutsche Akademie für Fernsehen: Auszeichnung in der Kategorie Musik für Babylon Berlin (gemeinsam mit Tom Tykwer)
- 2018: Grimme-Preis für Babylon Berlin (Musik)[4]

Nominierungen
- 2000: Chicago Film Critics Association Award für Lola rennt (gemeinsam mit Tom Tykwer und Reinhold Heil)
- 2003: Saturn Award für die Filmmusik zu One Hour Photo (gemeinsam mit Reinhold Heil)
- 2006: Deutschen Filmpreis für die Musik zu Das Parfum – Die Geschichte eines Mörders (gemeinsam mit Tom Tykwer und Reinhold Heil)
- 2007: Saturn Award für die Musik zu Das Parfum – Die Geschichte eines Mörders (gemeinsam mit Tom Tykwer und Reinhold Heil)
- 2007: Europäischen Filmpreis für die Musik zu Das Parfum – Die Geschichte eines Mörders (gemeinsam mit Tom Tykwer und Reinhold Heil)
- 2009: World Soundtrack Award in der Kategorie Beste Filmmusik des Jahres für The International (gemeinsam mit Tom Tykwer und Reinhold Heil)
- 2011: Deutschen Filmpreis für die Musik zu Drei (gemeinsam mit Tom Tykwer, Reinhold Heil und Gabriel Isaac Mounsey)
- 2013: Golden Globe Award für die Musik zu Cloud Atlas (gemeinsam mit Tom Tykwer und Reinhold Heil)
- 2013: Deutschen Filmpreis für die Musik zu Cloud Atlas (gemeinsam mit Tom Tykwer und Reinhold Heil)